# Bakary Koné
Bakary Koné (* 27. April 1988 in Ouagadougou) ist ein ehemaliger Fußballspieler aus dem westafrikanischen Staat Burkina Faso.

## Karriere

### Verein
Er begann seine Karriere bei der CFPTK Abidjan in der Hauptstadt der Elfenbeinküste und kam von dort nach Burkina Faso zum Rekordmeister Étoile Filante Ouagadougou. Von dort wechselte er 2006 nach Frankreich zu EA Guingamp, wo er zunächst auch in der zweiten Mannschaft zum Einsatz kam. 2009 gewann er mit Guingamp den französischen Pokal. Nach fünf Jahren in der Bretagne, in denen er 2010 aus der zweiten in die dritte Liga ab- und ein Jahr später wieder aufgestiegen war, verpflichtete ihn Erstligist Olympique Lyon. Nach fünf Jahren in Lyon wechselte er 2016 zum FC Málaga in die spanische Primera División.
Zur Saison 2018/19 wechselte Koné zu MKE Ankaragücü. Doch schon im Februar 2019 ging er weiter zum russischen Erstligisten Arsenal Tula.

### Nationalmannschaft
Koné spielt seit 2006 für die burkinische Fußballnationalmannschaft, 2010 gehörte er bei der Afrikameisterschaft in Angola zum Aufgebot. Mittlerweile kommt der Abwehrspieler auf 79 Länderspiele, doch ein Tor gelang ihm bisher nicht.

### Erfolge
- Burkinischer Pokalsieger: 2006
- Französischer Pokalsieger: 2009, 2012